# Georges Eusèbe Genet
Georges Eusèbe  Genet est un homme politique français né le 10 février 1852 à Saintes (Charente-Inférieure) et décédé le 18 septembre 1919 à Saintes.

## Biographie
Licencié en droit, industriel, il est conseiller municipal de Saintes en 1884, puis maire en 1898. La même année, il est élu conseiller général du canton de Saintes-Nord. Il est sénateur de la Charente-Maritime de 1906 à 1919, inscrit au groupe de la Gauche démocratique.

## Sources
- « Georges Eusèbe Genet », dans le Dictionnaire des parlementaires français (1889-1940), sous la direction de Jean Jolly, PUF, 1960 [détail de l’édition]

- Ressources relatives à la vie publique :   - base Léonore
  - Sénat
- Ressource relative à la recherche :   - La France savante